# Желіховський Владислав Юрійович
Владисла́в Ю́рійович Желіхо́вський (нар. 2002 р., м. Київ, Україна — квітень 2022 р., Луганська область) — український військовослужбовець, солдат 4 БрОП Національної гвардії України. Загинув в боях з російськими окупантами в ході відбиття російського вторгнення в Україну. Нагороджений орденом «За мужність» III ступеня (посмертно).